# Berberis amabilis
Berberis amabilis är en berberisväxtart som beskrevs av Camillo Karl Schneider. Berberis amabilis ingår i släktet berberisar, och familjen berberisväxter. Inga underarter finns listade i Catalogue of Life.